# Tatera indica
Genre
Espèce
Synonymes
- Gerbillus indicus Hardwicke, 1807
(protonyme)

Statut de conservation UICN

 LC  : Préoccupation mineure
La Gerbille d'Inde (Tatera indica) est la seule espèce du genre Tatera depuis la séparation de Gerbilliscus. Cette gerbille est un  rongeur de la famille des Muridés.